# Вендрих, Альфред Альфредович
Альфред Альфредович фон Вендрих (1845 — после 1917) — русский генерал-лейтенант (1905), военный инженер, член Правительствующего сената с 1908 года.

## Биография
Происходил из дворянского рода Вендрих. Родился в Москве в семье доктора медицины и хирургии А. Ф. Вендриха. Образование получил в московском Александринском сиротском кадетском корпусе, на базе которого в 1863 году было создано Александровское военное училище, куда он был переведён старшим унтер-офицером. Училище он окончил по 1-му разряду с наименованием отличнейший и производством в прапорщики Гренадерского сапёрного батальона.
В 1869 году окончил также по 1-му разряду Николаевскую инженерную академию и был переведён в военные инженеры. С этого же года по 1885 год состоял в командировках по сооружению и эксплуатации железных дорог, исполняя ответственные должности: начальника контроля сборов коммерческой службы тарифов, управляющего Фастовской железной дорогой и одновременно начальника службы движения тяги и подвижного движения.
За особые хозяйственно-финансовые меры по означенной дороге, благодаря которым ему удалось сберечь казне до полутора миллионов рублей и уничтожить приплаты от правительства, Вендрих был награждён вне правил орденом Святого Владимира 4-й степени. В 1876 году Вендрих в бытность свою начальником движения частной Балтийской железной дороги принимал участие в качестве делегата от Министерства путей сообщения, в международном статистическом конгрессе в Будапеште и был избран конгрессом в члены экспертной комиссии по разработке международной статистики железных дорог. Кроме того был в нескольких заграничных командировках по поручению Военного министерства и Министерства путей сообщения.
С 1886 и по 1889 год состоял штатным преподавателем в старшем классе Николаевской инженерной академии по строительному искусству и по эксплуатации железных дорог с военными целями. В 1889 году был назначен старшим инспектором железных дорог при Министерстве путей сообщения. В 1891—1892 годах по высочайшему повелению получил широкие полномочия в управлении перевозками по доставке хлеба голодающим по всей рельсовой сети России и деятельно боролся с обнаруженными им беспорядками на железных дорогах и громадными на них залежами грузов.
28 февраля 1892 года награждён орденом Святого Владимира 3-й степени, после чего был назначен главным инспектором и заведующим центральной инспекцией железных дорог. В 1893 году назначен членом Инженерного совета Министерства путей сообщения. В 1897 году был в заграничной командировке с целью изучения вопросов коммерческой эксплуатации для усиления провозоспособности железных дорог.
В 1907 году он снова был призван к управлению перевозками хлебных грузов в местности, пострадавшие от неурожая, с назначением его начальником управления казённых и частных железных дорог. В марте того же года назначен на пост товарища министра путей сообщения, а также объявлена высочайшая благодарность за выдающуюся энергичную деятельность.
В сентябре 1908 года назначен сенатором. Им был разработан проект эксплуатационного корпуса Министерства путей сообщения для подготовки железнодорожной сети к мирным культурным целям, при наличности существующего компетентного гражданского состава.
Автор большого количества книг, посвященных не только эксплуатации железных дорог в военное время и военным перевозкам, но и ряду других вопросов железнодорожного хозяйства. Был известен работами в области статистики путей сообщения. Многочисленные труды Вендриха публиковались также в периодических изданиях: «Русском инвалиде», «Инженерном журнале», «Журнале Министерства путей сообщения», «Русском вестнике», «Московских ведомостях», «Новом времени» и т. д.

## Награды
- Орден Святого Владимира 4-й ст. (1887)
- Орден Святого Владимира 3-й ст. (1892)
- Орден Святого Станислава 1-й ст. (1899)
- Орден Святой Анны 1-й ст. (1902)
- Орден Святого Владимира 2-й ст. (1907)
- Орден Белого орла (1913)
- Знак за 40 лет беспорочной службы

## Труды
- Проект учреждения Центрального железнодорожного статистического бюро соединенного общества русских железных дорог / составил военный инженер штабс-капитан А. А. фон Вендрих, заведывающий службой движения на Балтийской ж. д., бывший начальником дистанции при постройке Рыбинско-Бологовской ж. д., по ремонту пути на Балтийской и там же начальником статистики движения. Проект сгруппирования в Центральном статистическом железнодорожном бюро сведений о происшествиях, случающихся на целой сети русских железных дорог, во время следования поездов / составил н. с. Э. фон Вендрих Ревель : Литогр. Балтийской ж. д., 1872
- Проект учреждения Центрального железнодорожного статистического бюро Соединенного общества русских железных дорог / Сост. воен. инж., штабс-кап. А. А. фон Вендрих, зав. Службой движения на Балт. ж. д., б. нач. дистанции при постройке Рыбинско-Бологовск. ж. д., по ремонту пути на Балт. и там же нач. статистики движения Ревель : лит. Балтийск. ж. д., 1872
- Меры к усилению пассажирского железнодорожного сообщения столицы с пригородными станциями / А. фон-Вендрих Санкт-Петербург : тип. М-ва пут. сообщ. (А. Бенке), 1880
- Сравнение систем обмена товарных вагонов и срочного их возвращения, и выяснение насколько последняя возможна в России в настоящее время : (Сообщ. А. А. фон-Вендрих в заседаниях IX отд-ния Съезда чл. Имп. Рус. техн. о-ва в Москве 29 и 30 авг. 1882 г., под председательством А. Н. Санкт-Петербург : тип. бр. Пантелеевых, 1882
- Эксплуатация железных дорог в военном отношении / А. Фон-Вендрих Санкт-Петербург : типо-лит. Рапопорта, 1886
- Записки эксплоатации железных дорог с военными целями : Курс. ст. кл. Николаев. инж. акад. / Сост. воен. инж. подполк. А. фон-Вендрих Санкт-Петербург : тип. А. С. Суворина, 1886
- Результаты применения второстепенной системы эксплуатации на Фастовской железной дороге с 1884 г.; Определение собственных расходов и доходности Фастовской дороги по пассажирскому и товарному движению в сравнении с другими русскими дорогами; Системы Телькампфа и Карла Бома : Сообщ. А. А. фон-Вендриха на техн. беседе в VIII отд. И. Р.Т. о-ва, под пред. А. Н. Горчакова, 7 дек. 1885 г. Санкт-Петербург : тип. бр. Пантелеевых, 1886
- Обзор систем военно-железнодорожных организаций в Германии, Австро-Венгрии и Франции / Преп. Николаев. инж. акад. воен. инж.-подполк. А. фон-Вендрих Санкт-Петербург : тип. и лит. В. А. Тиханова, 1887
- Примерный расчет потребного количества вагонов для воинского движения, применяясь к положению о перевозке войск в Германской империи, Австро-Венгрии и Франции / А. фон-Вендрих, воен. инж. полк. Николаев. инж. акад. Санкт-Петербург : тип. Ю. Н. Эрлих, 1887
- Военно-железнодорожная организация в Швеции и Дании / Воен. инж.-полк. А. фон-Вендрих Санкт-Петербург : тип. бр. Пантелеевых, 1888
- Механическая статистика по системе Бонаци : [Доклад А. А. фон-Вендриха и беседа в VIII Отд. И. Р.Т. О-ва 7 апр. 1888 г., под пред. А. Н. Горчакова] / Преп. Николаев. инж. акад., воен. инж.-полк. А. фон-Вендрих Санкт-Петербург : тип. бр. Пантелеевых, 1888
- Организация военно-железнодорожных штабов и центрального учреждения по управлению подвижным составом в военное время. — [Санкт-Петербург]: тип. Деп. уделов, ценз. 1888. — 55 с.
- Военно-техническая рекогносцировка железных дорог. — СПб.: тип. бр. Пантелеевых, 1889. — 38 с.
- Военно-железнодорожное дело в Бельгии / Воен. инж.-полк. А. фон-Вендрих Санкт-Петербург : тип. и лит. В. А. Тиханова, 1889
- Контроль движения поездов по австрийским железным дорогам в Главной инспекции / А. фон Вендрих, воен. инж. полк., ст. инспектор ж. д. Санкт-Петербург : тип. М-ва пут. сообщ. (А. Бенке), 1891
- Блокировочная система на одноколейной Московско-Ярославской железной дороге А. фон-Вендрих Санкт-Петербург] : тип. М-ва пут. сообщ. (т-ва И. Н. Кушнерев и К°), [1892]
- О способах утилизации подвижного состава в Австро-Венгрии и Германии : Доклад А. А. фон-Вендрих и беседа в VIII Отд. И. Р.Т. О-ва, 31 окт. 1891 г., под пред. А. О. Горчакова / А. фон-Вендрих, воен. инж. полк., ст. инспектор ж. д. Санкт-Петербург : тип. бр. Пантелеевых, 1892
- Центральные железнодорожные расчетные конторы / А. фон-Вендрих, воен. инж. полк., зав. Гл. инспекцией рос. ж. д. Санкт-Петербург : тип. Правительствующего сената, 1892
- Провозоспособность станций / [Соч.] А. фон-Вендриха, чл. Инж. сов. М-ва пут. сообщ. Санкт-Петербург : тип. М-ва пут. сообщ. (т-ва И. Н. Кушнерев и К°), 1893
- О нормах наибольшей непрерывной службы железнодорожных служащих во всех трех службах и при разных случаях : Доклад чл. Инж. сов., полк. фон-Вендриха 27 апр. 1894 г. [Санкт-Петербург] : тип. М-ва пут. сообщ. (т-ва И. Н. Кушнерев и К°), [1894]
- Мероприятия для успеха военной эксплоатации железных дорог. — СПб.: тип. Гл. упр. уделов, 1895. — 23 с
- Очерк железнодорожного дела в Соединенных штатах С. Америки / Полк. А. фон-Вендрих, чл. Инж. сов. М-ва пут. сообщ. Санкт-Петербург : тип. М-ва пут. сообщ. (т-ва И. Н. Кушнерев и К°), 1895
- Железнодорожные дружины / А. фон-Вендрих Санкт-Петербург : тип. Гл. упр. уделов, 1896
- Краткий очерк железнодорожного дела в Саксонии / А. А. фон-Вендрих Санкт-Петербург : тип. бр. Пантелеевых, 1896
- Отчет по управлению перевозками по железным дорогам, в местности, пострадавшей от неурожая. Дек. 1891 г. — март 1892 г. — Санкт-Петербург: тип. М-ва пут. сообщ., 1896
- Германские железные дороги / [А. Вендрих] Санкт-Петербург : тип. бр. Пантелеевых, [1897]
- Железнодорожное дело в Венгрии : Путевые заметки / А. А. ф. Вендрих Санкт-Петербург : тип. бр. Пантелеевых, 1898
- Переносные железные дороги : (Путевые заметки) / [А. фон-Вендрих] Санкт-Петербург : тип. бр. Пантелеевых, [1898]
- Электрические железные дороги в Буда-пеште / [А. фон-Вендрих] Санкт-Петербург : тип. бр. Пантелеевых, [1898]
- Зависимость будущих войн от благоустройства военных сообщений : Сообщ. в Николаев. акад. ген. штаба / А. фон-Вендрих Санкт-Петербург : тип. М-ва пут. сообщ. (т-ва И. Н. Кушнерев и К°), 1899
- Организация службы тяги на железных дорогах в Пруссии и Саксонии : (Из отчетов ген. м. фон-Вендрих) Санкт-Петербург : тип. бр. Пантелеевых, [1899]
- Железные дороги в Германии со времени князя Бисмарка; Система Брейтшпрехера передачи разноколейных вагонов без перегрузки / [А. фон Вендрих] Санкт-Петербург : тип. бр. Пантелеевых, [1900]
- Краткие сведения об управлении казенными железными дорогами в Пруссии / [А. ф.-Вендрих] Санкт-Петербург : тип. бр. Пантелеевых, [1900]
- Международная эксплуатация рельсовой сети с коммерческими и военными целями / А. фон-Вендрих Санкт-Петербург : тип. и лит. В. А. Тиханова, 1900
- Новые мероприятия для увеличения степени безопасности движения / [А. фон-Вендрих] Санкт-Петербург : тип. бр. Пантелеевых, [1900]
- Новые начала по переустройству и сооружению станции / [А. фон-Вендрих] Санкт-Петербург : тип. бр. Пантелеевых, [1900]
- Французские железные дороги Санкт-Петербург : тип. бр. Пантелеевых, [1900]
- Милитаризация путей сообщения : Сообщение д. чл. О-ва, представителя М-ва пут. сообщ. за границей воен. инж., ген.-майора А. А. фон-Вендрих [Санкт-Петербург] : Экон. типо-лит., 1900
- Вентиляция и электрическая тяга для увеличения пропускной способности туннелей / [А. фон Вендрих] Санкт-Петербург : тип. бр. Пантелеевых, [1901]
- Милитаризация путей сообщения Санкт-Петербург : тип. и лит. В. А. Тиханова, 1901
- Самокаты-двигатели, броненосные поезда и железнодорожные отряды на войне / [А. фон-Вендрих] Санкт-Петербург : тип. бр. Пантелеевых, [1901]
- Электрическая тяга на железных дорогах / Сост. А. фон-Вендрих Санкт-Петербург : тип. и лит. В. А. Тиханова, 1901
- Товарное движение и способы его улучшения / [А. фон-Вендрих] Санкт-Петербург : тип. бр. Пантелеевых, [1902]
- Эксплуатация железнодорожных узлов / [А. фон-Вендрих] [Санкт-Петербург] : тип. и лит. В. А. Тиханова, ценз. 1902
- Обзор местных условий для введения электрической тяги / [А. фон-Вендрих] Санкт-Петербург : тип. П. Ф. Пантелеева, [1903]
- Рекогносцировка заграничных железных дорог : Извлеч. из сообщ. в Николаев. акад. Генер. штаба / А. фон-Вендрих Санкт-Петербург : тип. М-ва пут. сообщ. (т-ва И. Н. Кушнерев и К°), 1903
- Дешевая нормальноколейная железная дорога в Швейцарии / [А. фон-Вендрих] Санкт-Петербург : тип. П. Ф. Пантелеева, [1904]
- Мероприятия для увеличения провозоспособности железных дорог / [А. фон-Вендрих] Санкт-Петербург : тип. П. Ф. Пантелеева, [1904]
- Плавучая подъездная сеть в Швейцарии / [А. фон-Вендрих] Санкт-Петербург : тип. П. Ф. Пантелеева, [1904]
- Результаты опытов с электрической тягой на главных паровых дорогах в Пруссии / [А. фон-Вендрих] Санкт-Петербург : тип. П. Ф. Пантелеева, [1904]
- Вооружение сети / Сост. инж. А. ф.-Вендрих Санкт-Петербург : тип. М-ва пут. сообщ. (т-ва И. Н. Кушнерев и К°), 1905
- О беспроволочном телеграфе для охраны и эксплоатации железнодорожных путей / [А. фон-Вендрих] [Санкт-Петербург] : тип. П. Ф. Пантелеева, [1905]
- Организация сообщений в населенных центрах / [А. Вендрих] [Санкт-Петербург] : тип. М-ва пут. сообщ. (т-ва И. Н. Кушнерев и К°), [1905]
- Улучшение условий эксплуатации рельсовой сети с коммерческими и военными целями / А. Вендрих Санкт-Петербург : тип. М-ва пут. сообщ. (т-ва И. Н. Кушнерев и К°), 1907
- Заметки, относящиеся до эксплуатации железных дорог / А. Вендрих Санкт-Петербург : тип. М-ва пут. сообщ. (т-ва И. Н. Кушнерев и К°), 1908
- Оборона государства : Подгот. воен. сообщ. в мир. время / А. А. фон-Вендрих Санкт-Петербург : тип. М-ва пут. сообщ. (т-ва И. Н. Кушнерев и К°), 1908
- Управление движением / А. Вендрих Санкт-Петербург : тип. М-ва пут. сообщ. (т-ва И. Н. Кушнерев и К°), 1908
- Учет подвижного состава в Бельгии / А. Вендрих Санкт-Петербург : тип. М-ва пут. сообщ. (т-ва И. Н. Кушнерев и К°), 1908
- Основы торговых договоров и перевозочные предприятия / [А. Вендрих] [Санкт-Петербург] : тип. М-ва пут. сообщ. (т-ва И. Н. Кушнерев и К°), [1911]
- Пионеры колонизации: (Железные дороги, строит. и культур. работы в колониях и странах протектората). — [Санкт-Петербург]: тип. М-ва пут. сообщ. (т-ва И. Н. Кушнерев и К°), [1911]
- Современная железнодорожная политика / А. Вендрих Санкт-Петербург : тип. М-ва пут. сообщ. (т-ва И. Н. Кушнерев и К°), 1911
- Оборона : Союз меча с путями сообщения и другими вспомогательными для армии силами и средствами / [А. Вендрих] Санкт-Петербург : тип. М-ва пут. сообщ. (т-ва И. Н. Кушнерев и К°), 1913